# Lollandsbanen

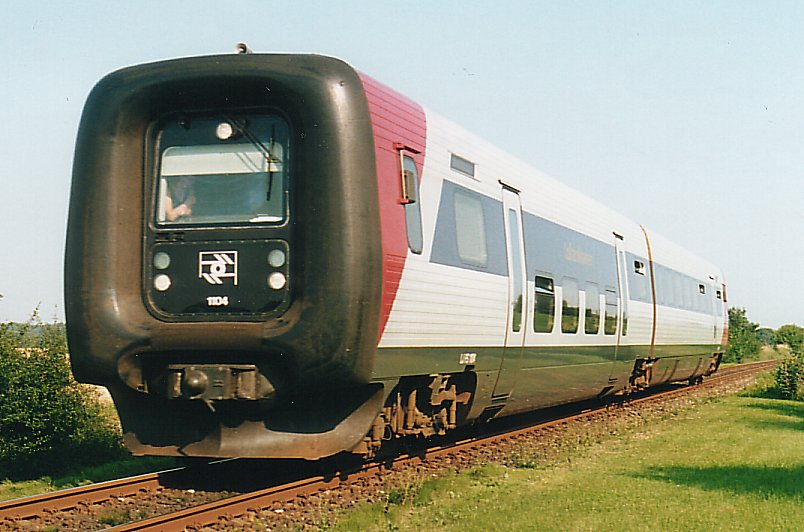
Een LJ IC2 treinstel nabij Krungerup tussen Nykøbing F en Nakskov.

Lollandsbanen (LJ) was een private spoorwegmaatschappij op Lolland in Denemarken, in 1952 ontstaan uit de restanten van de Lolland-Falsterske Jernbane Selskab (LFJS). Het bedrijf voerde de lokale treindienst uit op het traject Nykøbing Falster - Nakskov. Van 1974 tot begin jaren 90 verzorgde de LJ ook doorgaande reizigerstreinen tussen Nakskov en Kopenhagen. Tot 1997 heeft LJ ook enkele treinen per dag tussen Nykøbing F en Rødby gereden. Tussen 2002 en 2007 kwam LJ met goederentreinen tot aan Næstved. Per 1 januari 2009 is de LJ met Vestsjællands Lokalbaner gefuseerd in Regionstog.

## Materieel
De LJ heeft in de loop der jaren een grote diversiteit aan materieel gehad. Begonnen werd met het uit de fusie overgenomen stoom- en dieselmaterieel. Naast getrokken materieel beschikte de LJ ook over motorrijtuigen. Het tot in de jaren 90 gebruikte tractiematerieel bestond uit een aantal van de Deutsche Bundesbahn overgenomen rangeertractoren van het type Köf II, een rangeerlocomotief gebouwd door Jung, twee diesellocomotieven van het type Marcepeinbrood, vier van de Danske Statsbaner overgenomen diesellocomotieven van het type MX en een aantal Lynette motor-, tussen- en stuurstandrijtuigen, waarmee het reizigersverkeer werd verzorgd. In 1997 werd het reizigersmaterieel uitgebreid met een viertal IC2 dieseltreinstellen met zogenaamde gummineuzen. In 2007 werden 6 soortgelijke treinstellen van Gribskovbanens Driftsselskab/Hillerød-Frederiksværk-Hundested Jernbane overgenomen, waarna het oude Lynette materieel werd afgevoerd.
In 2002 werd het materieelpark voor de goederendienst uitgebreid met een van de Danske Statsbaner overgenomen diesellocomotief type MY die was voorzien van het Deense beveiligingssysteem ATC, zodat deze locomotief voor alle over de hoofdlijn rijdende goederentreinen, onder andere naar Næstved, werd gebruikt. Nadat in 2007 het goederenverkeer door LJ gestaakt werd, werd deze locomotief doorverkocht aan Contec Enterprise.